# Canotaj la Jocurile Olimpice de vară din 2020 - Dublu rame feminin
Proba feminină de canotaj dublu rame de la Jocurile Olimpice de vară din 2020 a avut loc în perioada 24-29 iulie 2021 pe Sea Forest Waterway.

## Program
Orele sunt ora Japoniei (UTC+9) 
| Data                    | Timp | Etapă          |
| ----------------------- | ---- | -------------- |
| Sâmbătă, 24 iulie 2021  | 8:30 | Calificări     |
| Duminică, 25 iulie 2021 | 8:30 | Recalificări   |
| Marți, 27 iulie 2021    | 9:00 | Semifinale A/B |
| Joi, 29 iulie 2021      | 8:30 | Finalele A/B   |

## Rezultate
Primele trei echipaje din fiecare cursă se vor califica în semifinale, celelalte urmând a juca în recalificări.

### Calificări - cursa 1
| Loc | Culoar | Concurente                       | Țară                       | Timp    | Note |
| --- | ------ | -------------------------------- | -------------------------- | ------- | ---- |
| 1   | 4      | Caileigh Filmer Hillary Janssens | Canada                     | 7:18,34 | C    |
| 2   | 2      | Adriana Ailincăi Iuliana Buhuș   | România                    | 7:20,36 | C    |
| 3   | 3      | Kiri Tontodonati Aisha Rocek     | Italia                     | 7:22,79 | C    |
| 4   | 1      | Megan Kalmoe Tracy Eisser        | Statele Unite ale Americii | 7:26,95 | R    |
| 5   | 5      | Maria Kyridou Christina Bourbou  | Grecia                     | 7:33,94 | R    |

### Calificări - cursa 2
| Loc | Culoar | Concurente                            | Țară           | Timp    | Note |
| --- | ------ | ------------------------------------- | -------------- | ------- | ---- |
| 1   | 3      | Jessica Morrison Annabelle McIntyre   | Australia      | 7:21,75 | C    |
| 2   | 1      | Vasilisa Stepanova Elena Oriabinskaia | COR            | 7:23,39 | C    |
| 3   | 2      | Helen Glover Polly Swann              | Marea Britanie | 7:23,98 | C    |
| 4   | 4      | Huang Kaifeng Liu Jinchao             | China          | 7:45,55 | R    |

### Calificări - cursa 3
| Loc | Culoar | Concurente                         | Țară          | Timp    | Note |
| --- | ------ | ---------------------------------- | ------------- | ------- | ---- |
| 1   | 2      | Grace Prendergast Kerri Gowler     | Noua Zeelandă | 7:19,08 | C    |
| 2   | 3      | Hedvig Rasmussen Fie Udby Erichsen | Danemarca     | 7:22,86 | C    |
| 3   | 1      | Aina Cid Virginia Díaz Rivas       | Spania        | 7:23,14 | C    |
| 4   | 4      | Aileen Crowley Monika Dukarska     | Irlanda       | 7:24,71 | R    |

### Recalificări
Primele trei perechi s-au calificat pentru semifinale, a patra pereche fiind eliminată.
| Loc | Culoar | Concurente                      | Țară                       | Timp    | Note |
| --- | ------ | ------------------------------- | -------------------------- | ------- | ---- |
| 1   | 4      | Maria Kyridou Christina Bourbou | Grecia                     | 7:28,00 | C    |
| 2   | 1      | Megan Kalmoe Tracy Eisser       | Statele Unite ale Americii | 7:29,87 | C    |
| 3   | 2      | Aileen Crowley Monika Dukarska  | Irlanda                    | 7:31,99 | C    |
| 4   | 3      | Huang Kaifeng Liu Jinchao       | China                      | 7:45.17 |      |

### Semifinale

#### Semifinala A/B 1
| Loc | Culoar | Concurente                          | Țară           | Timp    | Note |
| --- | ------ | ----------------------------------- | -------------- | ------- | ---- |
| 1   | 6      | Maria Kyridou Christina Bourbou     | Grecia         | 6:48,70 | FA   |
| 2   | 2      | Helen Glover Polly Swann            | Marea Britanie | 6:49,39 | FA   |
| 3   | 3      | Caileigh Filmer Hillary Janssens    | Canada         | 6:49,46 | FA   |
| 4   | 4      | Jessica Morrison Annabelle McIntyre | Australia      | 6:49,82 | FB   |
| 5   | 1      | Aileen Crowley Monika Dukarska      | Irlanda        | 7:06,07 | FB   |
| 6   | 5      | Hedvig Rasmussen Fie Udby Erichsen  | Danemarca      | 7:08,44 | FB   |

#### Semifinala A/B 2
| Loc | Culoar | Concurente                            | Țară                       | Timp                   | Note |
| --- | ------ | ------------------------------------- | -------------------------- | ---------------------- | ---- |
| 1   | 4      | Grace Prendergast Kerri Gowler        | Noua Zeelandă              | 6:47,41 Record mondial | FA   |
| 2   | 5      | Vasilisa Stepanova Elena Oriabinskaia | COR                        | 6:50,24                | FA   |
| 3   | 6      | Aina Cid Virginia Díaz Rivas          | Spania                     | 6:50,63                | FA   |
| 4   | 3      | Adriana Ailincăi Iuliana Buhuș        | România                    | 6:58,55                | FB   |
| 5   | 1      | Megan Kalmoe Tracy Eisser             | Statele Unite ale Americii | 7:02,52                | FB   |
| 6   | 2      | Kiri Tontodonati Aisha Rocek          | Italia                     | 7:04,52                | FB   |

### Finale

#### Finala B
| Loc | Culoar | Concurente                          | Țară                       | Timp    | Note |
| --- | ------ | ----------------------------------- | -------------------------- | ------- | ---- |
| 7   | 3      | Jessica Morrison Annabelle McIntyre | Australia                  | 6:56,46 |      |
| 8   | 6      | Hedvig Rasmussen Fie Udby Erichsen  | Danemarca                  | 6:59,48 |      |
| 9   | 4      | Adriana Ailincăi Iuliana Buhuș      | România                    | 7:01,02 |      |
| 10  | 2      | Megan Kalmoe Tracy Eisser           | Statele Unite ale Americii | 7:02,16 |      |
| 11  | 5      | Aileen Crowley Monika Dukarska      | Irlanda                    | 7:02,22 |      |
| 12  | 1      | Kiri Tontodonati Aisha Rocek        | Italia                     | 7:04,46 |      |

### Finala A
| Loc | Culoar | Concurente                            | Țară           | Timp    | Note |
| --- | ------ | ------------------------------------- | -------------- | ------- | ---- |
| 1   | 4      | Grace Prendergast Kerri Gowler        | Noua Zeelandă  | 6:50,19 |      |
| 2   | 5      | Vasilisa Stepanova Elena Oriabinskaia | COR            | 6:51,45 |      |
| 3   | 1      | Caileigh Filmer Hillary Janssens      | Canada         | 6:52,10 |      |
| 4   | 2      | Helen Glover Polly Swann              | Marea Britanie | 6:54,96 |      |
| 5   | 3      | Maria Kyridou Christina Bourbou       | Grecia         | 6:57,11 |      |
| 6   | 6      | Aina Cid Virginia Díaz Rivas          | Spania         | 7:00,05 |      |